# Ibstock
Ibstock è un paese di 5 300 abitanti della contea del Leicestershire, in Inghilterra.